# Once in a Red Moon
Once in a Red Moon é o álbum de estúdio da dupla Secret Garden.